# 스콧 카펜터

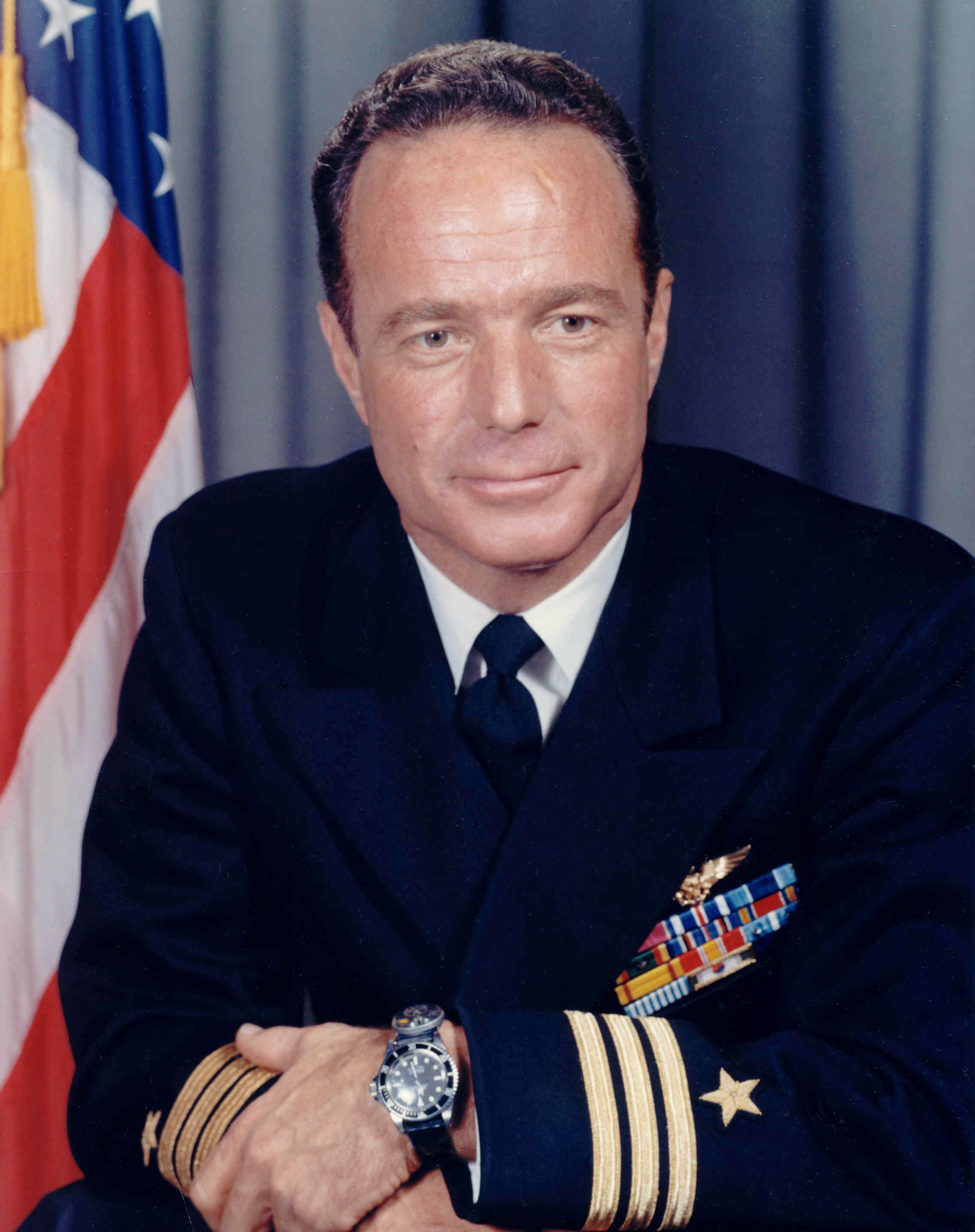
1965년 모습

스콧 카펜터(Scott Carpenter, 본명: 말콤 스콧 카펜터, Malcolm Scott Carpenter, 1925년 5월 1일 ~ 2013년 10월 10일)는 미국 해군 장교이자 비행가, 시험 조종사, 항공 엔지니어, 우주 비행사 및 수중 비행사였다. 그는 1959년 4월 NASA의 머큐리 프로젝트에 선정된 머큐리 7인의 우주비행사 중 한 명이었다. 카펜터는 지구 궤도를 도는 두 번째 미국인(존 글렌 이후)이자 앨런 셰퍼드, 거스 그리섬, 글렌에 이어 우주에 간 네 번째 미국인이었다.
1949년 미 해군에 취역한 카펜터는 해군 비행사가 되어 한국 전쟁 중 소련과 중국 해안을 따라 정찰 및 대잠전 임무를 수행하기 위해 제6 순찰대대(VP-6)와 함께 록히드 P-2 넵튠을 조종했다. 1954년에 그는 메릴랜드 주 NAS 패턱센트 리버(NAS Patuxent River)에 있는 미국 해군 시험 조종사 학교에 다녔고 시험 조종사가 되었다. 1958년에 그는 당시 브레머턴 네이비 야드(Bremerton Navy Yard)의 드라이 도크에 있던 USS 호넷(USS Hornet)의 항공 정보 장교로 임명되었다.
이듬해 카펜터는 머큐리 7인의 우주 비행사 중 한 명으로 선정되었다. 그는 머큐리-아틀라스 6호 궤도 임무 동안 글렌의 백업이었다. 카펜터는 자신이 오로라 7호로 명명한 우주선을 타고 다음 임무인 머큐리-아틀라스 7호을 비행했다. 일련의 오작동으로 인해 우주선은 예정된 스플래시다운 지점에서 400km(250마일) 아래로 착륙했지만 조종사와 우주선은 모두 회수되었다.
카펜터는 미 해군 SEALAB 프로젝트에 수중 비행사로 참여하기 위해 휴가를 낼 수 있는 허가를 NASA로부터 받았다. 훈련 중에 그는 부상을 입어 더 이상 우주 비행을 할 수 없게 되었다. 1965년에 그는 SEALAB II의 일원으로 캘리포니아 해안의 해저에서 28일을 보냈다. 그는 유인 우주선 센터 소장의 수석 보좌관으로 NASA로 돌아온 후 1967년 SEALAB III의 아콰넛(Aquanaut) 작전 이사로 해군의 심해 잠수 시스템 프로젝트에 합류했다. 그는 1967년에 NASA에서 은퇴했고, 1969년에 해군에서 은퇴했다.